# Silver Lake (Mojave)
Silver Lake – suche jezioro na pustyni Mojave w hrabstwie San Bernardino w Kalifornii, położone wzdłuż drogi Interstate 15 w Kalifornii, 100 km na północny wschód od Barstow. 

## Historia
Silver Lake wraz z sąsiednim jeziorem Soda Lake jest pozostałością dużego, stałego jeziora Lake Mojave, istniejącego w okresie holocenu. 

## Geografia
Rzeka Mojave uchodzi do jeziora Soda Lake, ale wpływała do Silver Lake również w czasach historycznych (ostatnio w czasie wyjątkowo mokrej zimy 2004–2005). Między jeziorami istnieje kanał zmodyfikowany przez człowieka. Jezioro czasami wypełnia się wodą, ale zwykle jest suche. 
Silver Lake nie ma powierzchniowej warstwy solnej, takiej jak Soda Lake, ponieważ jego wody gruntowe znajdują się głębiej. Warstwa solna tworzy się w wyniku wysychania zasolonych wód gruntowych wynoszonych na powierzchnię przez siły kapilarne. 

## Literatura
- Philip Stoffer – Changing Climates and Ancient Lakes; Desert Landforms and Surface Processes in the Mojave National Preserve and Vicinity; Open-File Report 2004-1007; format .html; USGS, US Department of the Interior | url=http://pubs.usgs.gov/of/2004/1007/climates.html | date=14 January 2004; dostęp 2009-09-12
- Philip Stoffer – Playas; Desert Landforms and Surface Processes in the Mojave National Preserve and Vicinity; Open-File Report 2004-1007; format .html; USGS, US Department of the Interior; url=http://pubs.usgs.gov/of/2004/1007/playas.html; 14 January 2004; dostęp 2009-09-12
- Philip Stoffer – The Mojave River and Associated Lakes; Desert Landforms and Surface Processes in the Mojave National Preserve and Vicinity; Open-File Report 2004-1007; format .html; USGS, US Department of the Interior; url=http://pubs.usgs.gov/of/2004/1007/river.html | 14 January 2004; dostęp 2009-09-12